# Anisozyga callisticta
Anisozyga callisticta là một loài bướm đêm trong họ Geometridae.